# Rauli Tsirekidze
Rauli Tsirekidze (georgisch რაულ ცირეკიძე; * 24. Mai 1987 in Kutaissi) ist ein georgischer Gewichtheber.

## Werdegang
Tsirekidze erreichte bei den Europameisterschaften 2006 den siebten Platz in der Klasse bis 85 kg. 2008 nahm er an den Olympischen Spielen teil. Bei den Europameisterschaften 2012 gewann er die Goldmedaille. Im selben Jahr nahm er an seinen zweiten Olympischen Spielen teil, bei denen er den neunten Platz belegte. Bei den Europameisterschaften 2013 wurde er Dritter. Allerdings war sein Dopingtest positiv und er wurde für zwei Jahre gesperrt. Eine Überprüfung der Dopingprobe Tsirekidzes von den Olympischen Spielen 2012 war außerdem positiv auf Turinabol. Er wurde deswegen 2016 nachträglich disqualifiziert.